# Rocher des Oiseaux
Ne doit pas être confondu avec Rocher aux Oiseaux ou Rocher à l'Oiseau.
Le rocher des Oiseaux est une île du sud-ouest de l'océan Indien relevant de la république de Maurice. Il constitue l'un des parcs nationaux du pays.